# Obština Kričim
Obština Kričim (bulharsky Община Кричим) je bulharská jednotka územní samosprávy v Plovdivské oblasti. Leží ve středním Bulharsku, zčásti na severovýchodních svazích Západních Rodopů, zčásti na jejich úpatí přecházejícím v Hornothráckou nížinu. Obština je totožná s městem Kričim a kromě něj nezahrnuje žádná jiná sídla. Žije zde zhruba 8 tisíc stálých obyvatel.

## Sídla
Obština má jediné sídlo – město Kričim.

## Sousední obštiny
| Růžice kompasu |           | Stambolijski   | Peruštica | Růžice kompasu |
| Růžice kompasu | Bracigovo | Sever          | Rodopi    | Růžice kompasu |
| Růžice kompasu | Bracigovo | Obština Kričim | Rodopi    | Růžice kompasu |
| Růžice kompasu | Bracigovo | Jih            | Rodopi    | Růžice kompasu |
| Růžice kompasu | Devin     |                |           | Růžice kompasu |

## Obyvatelstvo
V obštině žije 8 130 stálých obyvatel a včetně přechodně hlášených obyvatel 9 258. Podle sčítáni 1. února 2011 bylo národnostní složení následující:
- Bulhaři: 4 652 (56.8 %)
- Turci: 1 646 (20.1 %)
- Romové: 564 (6.9 %)
- ostatní: 1 323 (16.2 %)